# Turistická značená trasa 6624
Turistická značená trasa 6624 je žlutá značka Klubu českých turistů určená pro pěší turistiku vedená v okolí Plzně.
Trasa začíná v městské části Doubravka, směřuje severozápadně přes Berounku do oblasti Boleveckých rybníků a dále na  Krkavec, kde se stáčí k jihu k jihozápadu a prochází přes vesnice v okrese Plzeň-sever. U Vejprnic mění trasa směr k jihovýchodu a prochází po levém břehu Radbuzy a vodní nádrže České Údolí. Pokračuje okolo toku Úhlavy, aby po překonání dálnice D5 vstoupila do lesů na svahu Radyně, stočila se k severu a skončila v centru Starého Plzence.
| Bod                         | Navazující, křižující trasy | Kilometry | Odbočka, délka                |
| --------------------------- | --------------------------- | --------- | ----------------------------- |
| Plzeň-Doubravka, MHD        | 0202, 3603                  | 0,0       |                               |
| Plzeň-Doubravka, u trati    | 0202                        | 0,5       |                               |
| Kostel sv. Jiří, odb.       |                             | 1,0       | Kostel sv. Jiří, 0,3 km       |
| Plzeň-Bílá Hora             |                             |           |                               |
| Rybník Košinář, rozc.       | 3609, 9230                  | 3,5       |                               |
| Rybník Košinář, hráz        | 9230                        | 3,7       |                               |
| Senecký rybník              | 9230                        | 4,9       |                               |
| Plzeň-Bolevec, arboretum    | 9230                        | 5,5       |                               |
| Třemošná, zast. ŽST         | 1406, 9230                  | 7,5       |                               |
| Orlík, rozc.                | 1406                        | 8,0       |                               |
| Zálužská silnice, rozc.     | 3609                        | 10,0      |                               |
| Krkavec, rozhl.             | 0201, 0205, 1406, 3609      | 11,5      |                               |
| Pod Krkavcem, rozc.         | 0201, 1406                  | 12,5      |                               |
| U Chotíkova, rozc.          | 1406                        | 13,0      |                               |
| Chotíkov, statek            | 0201                        | 14,0      |                               |
| Chotíkov                    | 0201                        | 15,0      |                               |
| Malesická skála             |                             |           |                               |
| Kyjov, odb. ke zříc.        |                             | 18,5      | Kyjov, zřícenina, 0,1 km      |
| Malesice                    | 3601                        | 20,0      |                               |
| Vochov                      |                             | 22,5      |                               |
| Suchý Důl, odb. k památníku |                             | 26,0      | Suchý Důl, pam. obětí, 0,1 km |
| Vejprnice, u závor          | 1404                        | 27,0      |                               |
| Lesní Zátiší                |                             |           |                               |
| Plzeň-Valcha, MHD           |                             | 31,0      |                               |
| Přehrada České Údolí        |                             |           |                               |
| Plzeň-Bory, MHD             |                             | 36,0      |                               |
| Památník obětem zla, odb.   |                             | 38,5      | Památník obětem zla, 0,2 km   |
| Lávka přes Úhlavu           |                             |           |                               |
| Plzeň-Černice, U křížku     | 0211                        | 42,8      |                               |
| Městský les                 |                             | 45,0      |                               |
| Pod Radyní, rozc.           | 9252                        | 46,5      |                               |
| Radyně, zříc.               | 9252                        | 47,0      |                               |
| Pod Výrovnou                | 9252                        | 48,5      |                               |
| Starý Plzenec, nám.         |                             | 49,5      |                               |